# Gordan Lauc
Gordan Lauc (Osijek, 28. kolovoza 1970.) - hrvatski biokemičar i molekularni biolog, redoviti sveučilišni profesor u trajnom zvanju, osnivač i predsjednik uprave tvrtke „Genos” d.o.o.
Rodio se u Osijeku 28. kolovoza 1970. godine. Treći i četvrti razred srednje škole završio je u jednoj godini. Dva puta bio je prvi na državnom natjecanju iz kemije. Studij biokemije i molekularne biologije završio je u rekordnom roku. Do tridesete je diplomirao, doktorirao i postao docent. Diplomirao je molekularnu biologiju na Prirodoslovno-matematički fakultet u Zagrebu 1992. godine. Postao je doktor doktor prirodnih znanosti iz polja biokemije 1995. godine. Bio je gostujući znanstvenik na Institutu za medicinsku fiziku Sveučilišta u Münsteru (DAAD stipendija, 1996.)
Imao je postdoktorsko usavršavanje iz glikobiologije na Sveučilištu Johns Hopkins u Baltimoreu u SAD-u 1997. i 1998. godine (Fulbrightova stipendija). Bio je voditelj osječkog Laboratorija za identifikacije žrtava Domovinskog rata. Napredovao je do mjesta redovitog profesora u trajnom zvanju na Farmaceutsko-biokemijskom fakultetu Sveučilišta u Zagrebu (Zavod za biokemiju i molekularnu biologiju) i na Medicinskom fakultetu u Osijeku (Katedre za kemiju i biokemiju). Bio je gostujući profesor na Sveučilištu Johns Hopkins u Baltimoru od 2001. do 2007. i naslovni profesor na Sveučilištu Edith Cowan u Perthu u Australiji od 2012. do 2015. godine.
Posebno provodi istraživanja u dva područja: glikoproteomici i forenzičnoj genetici i molekularnoj dijagnostici. U oba područja je prepoznat i priznat u svijetu, što potvrđuje velik broj pozvanih predavanja i međunarodnih istraživačkih konzorcija u koje je uključen. Jedan je od malog broja hrvatskih znanstvenika kojima je odobren istraživački projekt Instituta za zdravlje (NIH) SAD. Objavio je više od dvjesto znanstvenih radova, koji su citirani preko 3,500 puta.
Zajedno sa sveučilišnim profesorom Nenadom Banom dobitnik je prestižne financijske potpore Europskog istraživačkog vijeća (ERC) 2022. godine, kao dio programa „Obzor Europa” kojim se financira izvrsna znanost i visokorizična istraživanja.
Osnivač je i predsjednik uprave tvrtke „Genos” d.o.o od 2007. godine. „Genos” je prvi privatni DNK laboratorij u regiji i jedna od vodećih znanstvenih institucija u Hrvatskoj u području analize DNK te vodeći u svijetu u analizi glikana.
Bio je član Vladina Znanstvenog savjeta za borbu protiv pandemije koronavirusa i od početka pandemije redovno je komentirao ovu bolest.
Dobitnik je velikog broja nagrada i priznanja kao što su: Hrvatska državna nagrada za znanost, počasni profesor Sveučilišta u Edinburgu i Kings College London, Fulbrightova stipendija i dr. Član je velikog broja odbora skupina i društava među ostalim i Američkog društva za biokemiju i molekularnu biologiju. 
Živi sa znanstvenicom i profesoricom s PMF-a Vlatkom Zlodoš i otac je petero djece.